# Notación bra-ket
La notación bra-ket, también conocida como formalismo de Dirac, es la notación estándar para describir los estados cuánticos en la teoría de la mecánica cuántica. Puede también ser utilizada para denotar vectores abstractos y funcionales lineales en la matemática pura. Es así llamada porque el producto interno de dos estados es denotado por el «paréntesis angular» (angle bracket, en inglés), {\displaystyle \langle \phi |\psi \rangle }, consistiendo en una parte izquierda, {\displaystyle \langle \phi |}, llamada el bra, y una parte derecha, {\displaystyle |\psi \rangle }, llamada el ket.
La notación fue introducida en 1939 por Paul Dirac, aunque la notación tiene precursores en el uso del lingüista y matemático alemán Hermann Grassmann de la notación  [φ|ψ] para sus productos internos casi 100 años antes.

## Brasykets
En mecánica cuántica, el estado de un sistema físico se identifica con un vector en el espacio de Hilbert complejo, {\displaystyle {\mathcal {H}}}. Cada vector se llama un ket, y se denota como {\displaystyle |\psi \rangle }. Cada ket {\displaystyle |\psi \rangle } tiene un bra dual, escrito como {\displaystyle \langle \phi |}, esto es una funcional lineal continua de {\displaystyle {\mathcal {H}}} a los números complejos C, definido como
{\displaystyle \langle \phi |\rho \rangle ={\bigg (}|\psi \rangle \;,\;|\rho \rangle {\bigg )}} para todos los kets {\displaystyle |\rho \rangle }
Donde () denota el producto interno definido en el espacio de Hilbert. La notación está justificada por el teorema de representación de Riesz, que establece que un espacio de Hilbert y su espacio dual son isométricamente isomorfos. Así, cada bra corresponde a exactamente un ket, y viceversa. 
Incidentemente, el formalismo de Dirac puede ser utilizado incluso si el espacio vectorial no es un espacio de Hilbert. En cualquier espacio de Banach B, los vectores pueden ser notados como kets y los funcionales lineales continuos por los bras. Sobre cualquier espacio vectorial sin topología, se puede también denotar los vectores con kets y los funcionales lineales por los bras. En estos contextos más generales, el braket no tiene el significado de un producto interno, porque el teorema de representación de Riesz no se aplica.
La aplicación del bra {\displaystyle \langle \phi |} al ket {\displaystyle |\psi \rangle } da lugar a un número complejo, que se denota: 
{\displaystyle \langle \phi |\psi \rangle }.
En mecánica cuántica, ésta es la amplitud de probabilidad para que el estado {\displaystyle \psi } colapse en el estado {\displaystyle \phi }.

## Propiedades
Los bras y kets se pueden manipular de las maneras siguientes: 
- Dado cualquier bra {\displaystyle \langle \phi |} y ket {\displaystyle |\psi _{1}\rangle } y {\displaystyle |\psi _{2}\rangle }, y números complejos c1 y c2, entonces, puesto que los núcleos son funcionales lineales,

{\displaystyle \langle \phi |\;{\bigg (}c_{1}|\psi _{1}\rangle +c_{2}|\psi _{2}\rangle {\bigg )}=c_{1}\langle \phi |\psi _{1}\rangle +c_{2}\langle \phi |\psi _{2}\rangle .}
- dado cualquier ket {\displaystyle |\psi \rangle }, núcleos {\displaystyle \langle \phi _{1}|} y {\displaystyle \langle \phi _{2}|}, y números complejos c1 y c2, entonces, por la definición de la adición y la multiplicación escalar de funcionales lineales,

{\displaystyle {\bigg (}c_{1}\langle \phi _{1}|+c_{2}\langle \phi _{2}|{\bigg )}\;|\psi \rangle =c_{1}\langle \phi _{1}|\psi \rangle +c_{2}\langle \phi _{2}|\psi \rangle .}
- dados cualesquiera kets {\displaystyle |\psi _{1}\rangle } y {\displaystyle |\psi _{2}\rangle }, y números complejos c1 y c2, de las propiedades del producto interno (con c* denotando la conjugación compleja de c),

{\displaystyle c_{1}|\psi _{1}\rangle +c_{2}|\psi _{2}\rangle }
es dual a {\displaystyle c_{1}^{*}\langle \psi _{1}|+c_{2}^{*}\langle \psi _{2}|}.
- dado cualquier bra {\displaystyle \langle \phi |} y el ket {\displaystyle |\psi \rangle }, una propiedad axiomática del producto interno da

{\displaystyle \langle \phi |\psi \rangle =\langle \psi |\phi \rangle ^{*}}.

## Operadores lineales
Si A: H → H es un operador lineal, se puede aplicar A al ket {\displaystyle |\psi \rangle } para obtener el ket {\displaystyle (A|\psi \rangle )}. Los operadores lineales son ubicuos en la teoría de la mecánica cuántica. Por ejemplo, se utilizan operadores lineales hermíticos para representar cantidades físicas observables, tales como la energía o el momento, mientras que los operadores lineales unitarios representan procesos transformativos como la rotación o la progresión del tiempo. Los operadores pueden también ser vistos como actuando en los bras del «lado derecho». La aplicación del operador A al bra {\displaystyle \langle \phi |} da lugar al bra {\displaystyle (\langle \phi |A)}, definido como funcional lineal en H por la regla
{\displaystyle {\bigg (}\langle \phi |A{\bigg )}\;|\psi \rangle =\langle \phi |\;{\bigg (}A|\psi \rangle {\bigg )}}.
Esta expresión se escribe comúnmente como:
{\displaystyle \langle \phi |A|\psi \rangle .}
Una manera conveniente de definir operadores lineales en H es dada por el producto exterior: si {\displaystyle \langle \phi |} es un bra y {\displaystyle |\psi \rangle } es un ket, el producto externo
{\displaystyle |\phi \rangle \langle \psi |}
denota un operador que mapea el ket {\displaystyle |\rho \rangle } al ket {\displaystyle |\phi \rangle \langle \psi |\rho \rangle } (donde {\displaystyle \langle \psi |\rho \rangle } es un escalar que multiplica al ket {\displaystyle |\phi \rangle }). Una de las aplicaciones del producto externo es para construir un operador de proyección o proyector dado un ket {\displaystyle |\psi \rangle } de norma 1, la proyección ortogonal sobre el subespacio generado por {\displaystyle |\psi \rangle } es
{\displaystyle |\psi \rangle \langle \psi |}

## Brasyketscompuestos
Dos espacios de Hilbert V y W pueden formar un tercer espacio {\displaystyle V\otimes W} por producto tensorial. En mecánica cuántica, esto se utiliza para describir conjuntos compuestos. Si un conjunto se compone de dos subconjuntos descritos por V y W respectivamente, entonces el espacio de Hilbert del conjunto entero es el producto tensorial de los dos espacios. La excepción a esto es si los subconjuntos son realmente partículas idénticas; en ese caso, la situación es un poco más complicada. 
Si {\displaystyle |\psi \rangle } es un ket en V y {\displaystyle |\phi \rangle } es un ket en W, el producto tensorial de los dos kets es un ket en {\displaystyle V\otimes W}. Esto se escribe como
{\displaystyle |\psi \rangle |\phi \rangle } o {\displaystyle |\psi \rangle \otimes |\phi \rangle } o {\displaystyle |\psi \phi \rangle }.

## Las representaciones en términos debrasykets
En mecánica cuántica, es a menudo conveniente trabajar con las proyecciones de los vectores de estado sobre una base particular, más bien que con los vectores mismos. Este proceso es muy similar al uso de vectores coordinados en álgebra lineal. Por ejemplo, el espacio de Hilbert de partículas puntuales de espín cero es generado por una base de posición {\displaystyle \lbrace |\mathbf {x} \rangle \rbrace }, donde el índice x se extiende sobre el conjunto de los vectores de posición. Partiendo de cualquier ket {\displaystyle |\psi \rangle } en este espacio de Hilbert, se puede definir una función escalar compleja de x, conocida como función de onda
{\displaystyle \psi (\mathbf {x} )\equiv \langle \mathbf {x} |\psi \rangle }.
Es entonces usual definir operadores lineales que actúan sobre funciones de ondas en términos de operadores lineales que actúan en kets, como
{\displaystyle A\psi (\mathbf {x} )\equiv \langle \mathbf {x} |A|\psi \rangle }.
Aunque el operador A en el lado izquierdo de esta ecuación, por convención, se etiqueta de la misma manera que el operador en el lado derecho, debe considerarse que los dos son entidades conceptualmente diversas: el primero actúa sobre funciones de ondas, y el segundo actúa sobre kets. Por ejemplo, el operador de momento p tiene la forma siguiente
{\displaystyle \mathbf {p} \psi (\mathbf {x} )\equiv \langle \mathbf {x} |\mathbf {p} |\psi \rangle =-i\hbar \nabla \psi (x)}.
Se encuentra de vez en cuando una expresión como
{\displaystyle -i\hbar \nabla |\psi \rangle }.
Esto es un abuso de notación, aunque bastante común. El operador diferencial debe ser entendido como un operador abstracto, actuando en kets, que tiene el efecto de diferenciar funciones de ondas una vez que la expresión se proyecta en la base de posición. Para otros detalles, véase espacio equipado de Hilbert.